# Swetlana Alexandrowna Djomina
Swetlana Alexandrowna Djomina (russisch Светла́на Алекса́ндровна Дёмина; * 18. April 1961 in Wologda, Russische SFSR als Swetlana Alexandrowna Jakimowa) ist eine ehemalige russische Sportschützin.

## Erfolge
Fünfmal nahm Swetlana Djomina an Olympischen Spielen teil. Für die Sowjetunion startete sie 1988 in Seoul im Skeet und belegte Rang 13. Ihre zweite Teilnahme erfolgte erst 1996 in Atlanta, wo sie im Doppeltrap antrat und 17. wurde. Bei den Olympischen Spielen 2000 in Sydney erzielte sie im Skeet 70 Punkte in der Qualifikation und ging als Sechste ins Finale. In diesem traf sie alle 25 Ziele und schloss so mit insgesamt 95 Punkten den Wettbewerb auf dem Silberrang hinter Zemfira Meftachetdinowa ab. 2004 in Athen wurde sie im Skeet Neunte, 2008 in Peking Elfte.
Bei Weltmeisterschaften gewann sie im Laufe ihrer Karriere 21 Medaillen. Zehnmal wurde sie Weltmeisterin, davon fünfmal im Einzelwettbewerb im Skeet: 1982 in Caracas, 1983 in Edmonton, 1986 in Suhl, 1990 in Moskau und 1993 in Barcelona. Mit der Skeet-Mannschaft sicherte sie sich zudem 1979 in Montecatini Terme, 1999 in Tampere, 2001 in Kairo und 2009 in Maribor den Titel. Komplettiert wird die Titelreihe durch die Goldmedaille 1994 in Fagnano Olona mit der Doppeltrap-Mannschaft. Des Weiteren wurde Djomina sechsmal Vizeweltmeisterin, davon fünfmal mit der Skeet-Mannschaft sowie 1991 in Perth im Einzel. Viermal gewann sie Bronze, darunter zweimal im Skeet-Einzel.
Swetlana Djomina ist verheiratet und hat zwei Kinder.